# Magnetni skalarni potencial
Magnétni skalárni potenciál (označba {\displaystyle \psi \!\,}) je fizikalna količina v klasičnem elektromagnetizmu analogna električnemu (skalarnemu) potencialu {\displaystyle \varphi \!\,}. Uporablja se za določanje jakosti magnetnega polja {\displaystyle \mathbf {H} \!\,} v primerih, ko ni prostih tokov, na sorodni način kot uporaba električnega potenciala za določanje jakosti električnega polja {\displaystyle \mathbf {E} \!\,} v elektrostatiki. Ena pomembna uporaba {\displaystyle \psi \!\,} je določanje magnetnega polja zaradi trajnih magnetov, ko je njihova magnetizacija znana. Potencial je veljaven v katerem koli območju z ničelno gostoto toka, tako da, če so električni tokovi omejeni na žice ali površine, je mogoče sestaviti delne rešitve, da se zagotovi opis magnetnega polja v vseh točkah v prostoru.

## Definicija
Skalarni potencial je uporabna količina pri opisovanju magnetnega polja, še posebej za trajne magnete.
Kadar ni prostih tokov:
{\displaystyle \nabla \times \mathbf {H} =\mathbf {0} \!\,,}
tako da to velja v enostavno povezani domeni, se lahko definira magnetni skalarni potencial {\displaystyle \psi \!\,} kot:
{\displaystyle \mathbf {H} =-\nabla \psi \!\,.}
Razsežnost {\displaystyle \psi \!\,} v osnovnih enotah SI je {\displaystyle {\mathsf {I}}\!\,}, ki se lahko izrazi v enotah SI kot amper.
Iz definicije jakosti magnetnega polja {\displaystyle \mathbf {H} \!\,}, kjer je divergenca gostote magnetnega polja {\displaystyle \mathbf {B} \!\,} enaka nič:
{\displaystyle \nabla \cdot \mathbf {B} =\mu _{0}\nabla \cdot \left(\mathbf {H} +\mathbf {M} \right)=0\!\,,}
kjer je {\displaystyle \mathbf {M} \!\,} magnetna polarizacija, sledi:
{\displaystyle \nabla ^{2}\psi =-\nabla \cdot \mathbf {H} =\nabla \cdot \mathbf {M} \!\,.}
Tu se divergenca magnetne polarizacije {\displaystyle \nabla \cdot \mathbf {M} \!\,} obnaša kot vir magnetnega polja, podobno kot se divergenca električne polarizacije {\displaystyle \nabla \cdot \mathbf {P} \!\,} obnaša kot vir električnega polja. Tako se, analogno vezanemu električnemu naboju, količina:
{\displaystyle \rho _{\rm {m}}=-\nabla \cdot \mathbf {M} \!\,}
imenuje gostota vezanega magnetnega naboja. Magnetni naboji {\displaystyle q_{\rm {m}}=\int \rho _{\rm {m}}\,\mathrm {d} V\!\,} se nikoli ne pojavljajo osamljeni kot magnetni monopoli, ampak vedno znotraj magnetnih dipolov in v magnetih, katerih skupni magnetni naboj je enak nič. Energija lokaliziranega magnetnega naboja {\displaystyle q_{\rm {m}}\!\,} v magnetnem skalarnem potencialu je enaka:
{\displaystyle Q=\mu _{0}\,q_{\rm {m}}\psi \!\,}
in v porazdelitvi gostote magnetnega naboja {\displaystyle \rho _{\rm {m}}\!\,} v prostoru:
{\displaystyle Q=\mu _{0}\int \rho _{\rm {m}}\psi \,\mathrm {d} V\!\,,}
kjer je {\displaystyle \mu _{0}\!\,} indukcijska konstanta. To je sorodno energiji {\displaystyle Q=q\,\varphi \!\,} električnega naboja {\displaystyle q\!\,} v električnem potencialu {\displaystyle \varphi \!\,} ({\displaystyle V_{\rm {E}}\!\,}).
Če obstaja prosti tok, se lahko od skupnega magnetnega polja odšteje prispevke prostega toka po Biot-Savartovem zakonu in ostanek reši z metodo skalarnega potenciala.